# San Marcos (La Corogne)
San Marcos est un village de la parroquia (paroisse civile) de Santa Eulalia de Bando (gl) dans le concello (canton ou commune) de Santiago de Compostela (Saint-Jacques-de-Compostelle en français), comarque de Santiago, province de La Corogne, communauté autonome de Galice, au nord-ouest de l'Espagne.
Ce village du concello de Santiago de Compostela est traversé par le Camino francés du Pèlerinage de Saint-Jacques-de-Compostelle.

## Patrimoine et culture

### Pèlerinage de Compostelle
Le Camino francés du Pèlerinage de Saint-Jacques-de-Compostelle traverse le village de San Marcos, en venant du hameau de Vilamaior dans le concello (commune ou canton) de Santiago de Compostela.
La halte suivante est O Monte do Gozo, dans le même concello de Santiago de Compostela, d'où les pèlerins aperçoivent pour la première fois la cathédrale de Saint-Jacques-de-Compostelle.